# Visvaldis Veders
Visvaldis M. Veders (* 24. Januar 1921 in Kokneses pagasts; † 11. Mai 1997 in Rīga) war ein lettischer Schachkomponist.

## Schachkomposition
Seine ersten Schachaufgaben sandte Veders als Zwölfjähriger an Peteris Keirans, den Redakteur der Zeitschrift Krusta mikla, šahs, bridžs.
In seinem Schaffen gab es drei Etappen. Vor dem Krieg komponierte er mehr als 200 Aufgaben, die über ein gewisses technische Niveau nicht hinauskamen. Von 1946 bis 1961 beteiligte er sich rege an nationalen Meisterschaften und Turnieren und wurde unter anderem mit der lettischen Mannschaft in der ersten Mannschaftsmeisterschaft UdSSR-Meister. Nach einer schöpferischen Pause übernahm Veders 1968 den Vorsitz der lettischen Kommission für Schachkomposition und organisierte vielfältige Aktivitäten. Die Rubrik für Schachkomposition in der Zeitschrift Šahs illustriert in den 1970er Jahren diese Entwicklung anschaulich.
|   | a | b | c | d | e | f | g | h |   |
| 8 |   |   |   |   |   |   |   |   | 8 |
| 7 |   |   |   |   |   |   |   |   | 7 |
| 6 |   |   |   |   |   |   |   |   | 6 |
| 5 |   |   |   |   |   |   |   |   | 5 |
| 4 |   |   |   |   |   |   |   |   | 4 |
| 3 |   |   |   |   |   |   |   |   | 3 |
| 2 |   |   |   |   |   |   |   |   | 2 |
| 1 |   |   |   |   |   |   |   |   | 1 |
|   | a | b | c | d | e | f | g | h |   |

Lösung:

1. Ld8–h4! droht 2. Lh4xg3+ Ke5–f6 3. e4–e5 matt Tf2–g2

2. Sc2–e1 Lb3–d1

3. Se1–d3+ c4xd3

4. Lh4–f6+ Ke5xf6

5. Kg4–f4 nebst

6. e4–e5 matt

2. … Lc3xe1

3. Lh4–f6+ Ke5xf6

4. Kg4–e4 nebst

5. e4–e5 matt